# Nuditheca tetrandra
Nuditheca tetrandra is een hydroïdpoliep uit de familie Halopterididae. De poliep komt uit het geslacht Nuditheca. Nuditheca tetrandra werd in 1960 voor het eerst wetenschappelijk beschreven door Naumov. 